# Chlamydacanthus
Chlamydacanthus, biljni rod iz porodice primogovki smješten u podtribus  Whitfieldiinae, dio tribusa Whitfieldieae,  potporodica Acanthoideae. Sastoji se od dvije vrste polugrmova ili grmova iz istočnoafričke obale i Madagaskara Opisan je u Botanische Jahrbücher für Systematik, Pflanzengeschichte und Pflanzengeographie 17: 109. 1893. 

## Opis
Višegodišnje ili grmolike biljke; cistoliti uočljivi, ± točkasti; stabljika zaobljena ili sa slabim uzdužnim grebenima. Listovi nasuprotni. Cvjetovi pojedinačni ili obično 2-3 (treći često samo kao pupoljak koji pobacuje), ove cimule obavijaju dva velika djelomično srasla lisnata brakteja, a ovi se ponovno skupljaju u racemiformni cimus; brakteole prisutne, filiformne do linearne. Čaška duboko razdijeljena na 5 jednakih linearnih režnjeva. Vjenčić izvana puberulozan; bazalna cijev zakrivljena, postupno se širi u grlo; režnjeva 5, zgrčenih u pupoljku, 3 u donjoj usni savijenih, 2 u gornjoj usnici uspravnih. Prašnici 4, podjednaki, umetnuti u dnu grla, malo izbočeni; prašnici 2-tekusni, usko duguljasti, slabo svinuti, teke podjednake, u istoj visini, na oba kraja zaobljene. Jajnik 2(?–4)-ovuliran; stil puberulozan; stigma od 2 glavičasta režnja. Čahura sa 2(?–4) sjemenke, klavata sa suženom bazom poput peteljke, bočno spljoštena, nepravilno se odvaja od baze u zrelosti; retinakule tanke. Sjeme diskasto, golo s koncentričnim grebenima i nazubljenim rubom.
Chlamydacanthus ima jedinstvene šiljaste cvjetove jarkih boja koji se ističu u odnosu na njegovo tamnozeleno lišće. Ovo osebujno cvijeće nije samo vizualno upečatljivo, već je prilagođeno privlačenju specifičnih oprašivača u svom izvornom tropskom okruženju. Njegov snažan, uspravan rast omogućuje mu učinkovito hvatanje sunčeve svjetlosti, što je ključno za razvoj u područjima s gustom vegetacijom. 

## Vrste
1. Chlamydacanthus euphorbioides Lindau; tipična vrsta, madagaskarski endem
2. Chlamydacanthus lindavianus H.J.P.Winkl.; Kenija i Tanzanija.